# Luxemburg op de Olympische Winterspelen 1994
Tijdens de Olympische Winterspelen van 1994, die in Lillehammer (Noorwegen) werden gehouden, nam Luxemburg voor de vijfde keer deel.

## Deelnemers en resultaten
(m) = mannen, (v) = vrouwen 

### Alpineskiën
| Olympiër        | Discipline       | Resultaat | Prestatie                                                       |
| --------------- | ---------------- | --------- | --------------------------------------------------------------- |
| Marc Girardelli | afdaling (m)     | 5e        | 1.46,09 (+0,34)                                                 |
| Marc Girardelli | super g (m)      | 4e        | 1.33,07 (+0,54)                                                 |
| Marc Girardelli | reuzenslalom (m) | dnf-1     | opgave run 1                                                    |
| Marc Girardelli | slalom (m)       | dq-1      | diskwalificatie run 1                                           |
| Marc Girardelli | combinatie (m)   | 9e        | 3.20,47 (+2,94) afdaling: 1.37,61 slalom: 1.42,86 (53,35+49,51) |

Amerikaanse Maagdeneilanden · Amerikaans-Samoa · Andorra · Argentinië · Armenië · Australië · België · Bermuda · Bosnië en Herzegovina · Brazilië · Bulgarije · Canada · Chili · China · Chinees Taipei · Cyprus · Denemarken · Duitsland · Estland · Fiji · Finland · Frankrijk · Georgië · Griekenland · Groot-Brittannië · Hongarije · IJsland · Israël · Italië · Jamaica · Japan · Kazachstan · Kirgizië · Kroatië · Letland · Liechtenstein · Litouwen · Luxemburg · Mexico · Moldavië · Monaco · Mongolië · Nederland · Nieuw-Zeeland · Noorwegen · Oekraïne · Oezbekistan · Oostenrijk · Polen · Portugal · Puerto Rico · Roemenië · Rusland · San Marino · Senegal · Slovenië · Slowakije · Spanje · Trinidad en Tobago · Tsjechië · Turkije · Verenigde Staten · Wit-Rusland · Zuid-Afrika · Zuid-Korea · Zweden · Zwitserland